# Lisitea (astronomia)
Lisitea (o Lysithea) è la dodicesima luna di Giove. È stata scoperta da Seth Barnes Nicholson nel 1938 al Mount Wilson Observatory e il nome deriva dalla figura mitologica di Lisitea, una della figlie del dio Oceano nonché amante di Zeus.
Lysithea ricevette il suo nome nel 1975, prima di allora veniva semplicemente indicata come "Giove X".
Fa parte del gruppo di Imalia, costituito da cinque lune orbitanti attorno a Giove tra gli 11 e i 13 milioni di chilometri con un'inclinazione di 27,5°.
Lysithea ha anche ispirato un personaggio del videogioco Fire Emblem: Three Houses uscito nel 2019 su console Nintendo Switch. Essa fa parte della casa dei Cervi Dorati e possiede il segno  maggiore dei Gloucester e anche quello minore di Charon.